# Близнюк, Антон Васильевич
Антон Васильевич Близнюк (Блисняк) (1897 — после 1919) — участник Первой мировой и Гражданской войн, кавалер ордена Красного Знамени РСФСР.

## Биография

А. В. Близнюк в шинели с нашивками за ранения.

Родился в 1897 в станице Крымская на Кубани, по другим сведениям в 1899 в Гродненской губернии. С началом Первой мировой войны добровольно записался в армию и принял участие в боях Западном и Кавказском фронтах. Во время Февральской революции в Петрограде, участвовал в стычках с полицией в рядах боевой рабочей дружины. Во время Октябрьской революции снова находился на Кавказском фронте и воевал в Персии. По возвращении в Российскую республику вступил в Красную гвардию и принял участие в походе на Екатеринодар.
Весной 1918 был военным инструктором на Кубани. В середине лета 1918, в боях под Ростовом, у станции Злодейск, оставшись в одиночестве на позиции с пулемётом, прикрывал отход товарищей. В течение пяти часов в одиночку сдерживал атаки белогвардейцев. На предложения сдаться отвечал стрельбой. Расстреляв весь боезапас, продолжал отстреливаться из «маузера», затем отбивался рукояткой оного, пока не был схвачен разъярёнными белоказаками и изрублен шашками, получив множество ранений и потеряв правый глаз. Окровавленного красногвардейца в ходе очередной контратаки обнаружили товарищи и едва живого отправили в тыл. Едва окрепнув, сбежал из лазарета на фронт, но уже зимой 1918 под Моздоком попал в плен. В плену его избивали шомполами и подвергали истязаниям, втыкали иголки под ногти, а под конец вывели на расстрел на берег реки Терек. Однако тот бросился на конвоиров и, сбив их с ног, прыгнул в ледяную воду и выплыл из под обстрела, а спустя пять дней ему удалось добраться до своей части, где Близнюк продолжил сражаться во главе пулемётной команды. В 1919 являлся инструктором пулемётной команды 1-го конного революционного полка (командир — И. А. Кочубей, начальник штаба — А. С. Рой).
В боях под Невинномысском, выстрелом из 6-дюймового орудия ему удалось обездвижить бронепоезд, подбив паровоз. На помощь тому выдвинулся ещё один бронепоезд. Близнюк на именном мотоциклете «Смерть гидре» сумел проскочить позиции противника и подорвать в его тылу железнодорожные пути. Преследуемый белоказаками, сумел оторваться от погони и благополучно вернулся в расположение части. В результате бронепоезда оказались в ловушке между станциями Владикавказской железной дороги и вскоре достались Красной армии, кроме того, в качестве трофеев было захвачено несколько орудий, большое количество стрелкового оружия и боеприпасов. Сдался в плен также штат бронепоездов — 120 офицеров и 60 казаков.
2 июня 1919 прибыл в Москву на хирургическую операцию. Осенью того же года награждён орденом Боевого Красного знамени и почётным оружием — маузером. По непроверенным сведениям, окончание гражданской войны встретил проходя службу в охране председателя Реввоенсовета Л. Д. Троцкого. Всего во время участия в боевых действиях получил около 26 ранений.
Дальнейшая судьба неизвестна. 